# 范心怡
范心怡（2002年1月26日—），中国女子蹦床运动员，2018年夏季青年奥运会女子个人网上金牌得主、2019年世界蹦床锦标赛女子团体全能铜牌得主、2021年世界蹦床锦标赛女子个人网上团体银牌得主、2023年世界蹦床锦标赛女子个人网上团体金牌得主。